# Anna Montañana
Anna Montañana (Alboraya, 24 de outubro de 1980) é uma ex-basquetebolista profissional espanhola.

## Carreira
Anna Montañana integrou Seleção Espanhola de Basquetebol Feminino em Pequim 2008, terminando na quinta posição.